# Фред Александър
Фредерик Бийсли Александър (на английски: Frederick Beasley Alexander) е американски тенис играч в началото на XX век. През 1908 г. Александър става първият чужденец, спечелил австралийския шампионат, аматьорския предшественик на Откритото първенство по тенис на Австралия. Впоследствие печели турнира на двойки заедно с Алфред Дънлоп, който по-рано го побеждава на финалите на сингъл.
Александър учи в Принстънския университет и печели колежанския шампионат на двойки през 1900 и на сингъл през 1901 г. Между 1904 и 1918 г. той е в американските Top Ten играчи и през 1908 става на трето място сред тях. Александър е финалист на американския турнир на двойки (предшественик на Откритото първенство на САЩ) седем пъти от 1905 г. Той и партньора му Харолд Хакет печелят този турнир всяка година от 1907 до 1910 г. На 37-годишна възраст Александър отново е шампион, но тогава му партнира Харолд Трокмортън.
Фред Александър е включен в Международната тенис зала на славата през 1961 г.

## Голям шлем

### Австралийски шампионати
- Шампион на сингъл: 1908
- Шампион на двойки: 1908

### Американски шампионати
- Шампион на двойки: 1907, 1908, 1909, 1910, 1917
- Финалист на двойки: 1900, 1906, 1911, 1918
- Финалист на смесени двойки: 1918

### Американски вътрешни шампионати
- Шампион на двойки: 1906, 1907, 1908, 1911, 1912, 1917